# Wilson, Okmulgee County, Oklahoma
Wilson är en ort i Okmulgee County i Oklahoma, USA.